# Hermann von Eichhorn
Hermann von Eichhorn (ur. 13 lutego 1848 we Wrocławiu, zm. 30 lipca 1918 w Kijowie) – pruski i niemiecki feldmarszałek.
Brał udział w wojnie prusko-austriackiej 1866 i w wojnie francusko-pruskiej 1870–1871. W latach 1901–1904 był dowódcą 9 Dywizji Cesarstwa Niemieckiego. Od 1912 do wybuchu I wojny światowej w stopniu generała pułkownika (niem. Generaloberst) pełnił funkcję generalnego inspektora VII Inspektoratu Armii w Saarbrücken. W 1918 dowodził niemieckimi siłami okupacyjnymi na Ukrainie.
Zginął 30 lipca 1918, w zamachu przeprowadzonym przez lewicowego eserowca, Borysa Donskiego.

## Odznaczenia
- Order Orła Czarnego z łańcuchem (Królestwo Prus)[1]
- Order Orła Czerwonego (Królestwo Prus)
- Pour le Mérite (Cesarstwo Niemieckie)
- Krzyż Żelazny (Cesarstwo Niemieckie)
- Order Królewski Korony I klasy (Królestwo Prus)[1]
- Order Wojskowy Świętego Henryka (Królestwo Saksonii)
- Komandor I klasy Orderu Alberta (Królestwo Saksonii)[1]
- Komandor I klasy Orderu Ernestyńskiego (Królestwo Saksonii)[1]
- Krzyż Zasługi Wojennej I i II kl. (Meklemburgia-Strelitz)[2]
- Komandor II klasy Orderu Lwa Zeryngeńskiego (Badenia)[1]
- Krzyż Wielki Orderu Zasługi Wojskowej (Bawaria)[1]
- Ofcier I klasy Orderu Henryka Lwa (Brunszwik)[1]
- Krzyż Wielki Orderu Ludwika (Hesja)[1]
- Komandor II klasy Order Fryderyka (Wirtembergia)[1]
- Order Świętego Stanisława (Imperium Rosyjskie)